# Лецитины
Лецити́ны (от греч. λέκιθος — желток) — общепринятое название группы жироподобных веществ, представляющий собой смесь фосфолипидов (65—75 %) с триглицеридами и небольшим количеством других веществ. Широко используются в пищевой и косметической промышленности в качестве природного эмульгатора. Впервые выделены в 1845 году французским химиком Гобли из яичного желтка (отсюда и название). Коммерческий лецитин получают преимущественно из соевого масла.

## Состав
Лецитины — сложные эфиры аминоспирта холина и диглицеридфосфорных кислот. Ввиду того, что основой лецитина являются фосфолипиды, иногда эти термины используются как синонимы.
Основными фосфолипидами, содержащимися в соевом лецитине, являются фосфатидилхолин (19—21 %), фосфатидилэтаноламин (8—20 %), инозитол-содержащие фосфатиды (20—21 %) и фосфатидилсерин (5,9 %).
Кроме того, соевый лецитин может содержать соевое масло (33—35 %), свободные жирные кислоты, сложные эфиры, токоферолы, биологические пигменты, стерины и стеролы (2—5 %), углеводы (5 %).
При расщеплении лецитинов (например, в тонком кишечнике под действием панкреатических ферментов) образуются высшие жирные кислоты (пальмитиновая, стеариновая, олеиновая, арахидоновая), трехатомный спирт глицерин, фосфорная кислота и холин.

## Применение
Лецитин является поверхностно-активным агентом. Он хорошо работает на поверхности раздела фаз различных субстанций. В присутствии двух несмешиваемых жидких фаз лецитин понижает поверхностное натяжение и действует как эмульгатор. Когда необходимо взаимодействие между твердой и жидкой фазой, лецитин действует как смачивающий и диспергирующий агент. При использовании между твердыми фазами вещество работает как смазочный агент и агент освобождения (неприлипания к формам). В водном растворе фосфолипиды лецитина могут образовывать либо липосомы, бислойные мембраны, мицеллы, либо пластинчатые структуры, в зависимости от гидратации и температуры.

### В пищевой промышленности
Лецитин позволяет получать устойчивые эмульсии в системах масло-вода. Эта пищевая добавка (E322, E476) находит широкое применение в пищевой промышленности при изготовлении шоколада и шоколадной глазури (для снижения их вязкости во рту и в качестве антиоксиданта, препятствующего старению изделий), кондитерских, хлебобулочных и макаронных изделий, маргарина, майонеза, выпечке хлебобулочных и кондитерских изделий, вафель, а также при изготовлении жироводных эмульсий для смазки хлебопекарных форм и листов.

### В химической промышленности
За пределами пищевой промышленности лецитин используется в жировых красках и их растворителях, виниловых покрытиях и косметике. Другие применения — обработка бумаги, производство чернил, удобрений, взрывчатых веществ, пестицидов.

### В медицине
Лецитин является действующим веществом так называемых гепатопротекторов, призванных предупреждать заболевания печени. На основе фосфолипидов производятся препараты «Эссенциале Форте», «Эссенциале Н», «Эссливер Форте», «Наш лецитин», ряд БАДов.